# Chiến tranh Ottoman–Venezia (1714–1718)
Chiến tranh Ottoman – Venezia (1714–1718) còn gọi là chiến tranh Ottoman-Venezia lần thứ bảy là cuộc chiến tranh giữa đế quốc Ottoman và Cộng hòa Venezia từ năm 1714 đến năm 1718. Đây là cuộc xung đột cuối cùng giữa hai cường quốc, và kết thúc với chiến thắng của Ottoman, cùng với đó là việc Venezia mất quyền kiểm soát ở bán đảo Peloponnesos (Morea), Hy Lạp. Venezia đã thoát khỏi một thất bại nặng nề hơn nhờ sự can thiệp của Áo vào năm 1716. Những chiến thắng của Áo đã dẫn đến việc ký kết Hiệp ước Passarowitz vào năm 1718, kết thúc chiến tranh. Cuộc chiến này còn được gọi là Chiến tranh Morea lần thứ hai. hoặc chiến tranh của Sinj.